# Igaporã
Igaporã este un oraș în statul Bahia (BA) din Brazilia.